# Le Perreux-sur-Marne
Pour les articles homonymes, voir Perreux.
Le Perreux redirige ici.
Le Perreux-sur-Marne est une commune française située dans le département du Val-de-Marne en région Île-de-France. Portant le surnom de « Perle de l’Est parisien », la commune de première couronne parisienne s'étend le long des bords de la Marne. Ses habitants sont appelés les Perreuxiens.

## Géographie

### Description
Le Perreux-sur-Marne  est une commune résidentielle de la banlieue Est de Paris, située à 2 kilomètres de Paris (Bois de Vincennes) et à 6 kilomètres de la Porte de Vincennes (Paris 12e). Elle s’étend le long des bords de la Marne, dans l’Est parisien.
Le Perreux constitue avec Saint-Mandé, Vincennes, Nogent-sur-Marne, Marolles-en-Brie, Saint-Maur-des-Fossés, Bry-sur-Marne, Santeny et Rungis la partie huppée du Val-de-Marne. En 2016, la commune faisait partie des 2 % des communes au revenu médian par habitant le plus élevé.
- Espace urbain : petite couronne de Paris

Localisation du Perreux-sur-Marne en banlieue parisienne.

- Aire urbaine : Paris.

| Fontenay-sous-Bois | Neuilly-Plaisance (Seine-Saint-Denis) |               |
| Nogent-sur-Marne   | du Perreux-sur-Marne                  | Bry-sur-Marne |
|                    | Champigny-sur-Marne                   |               |

### Climat
Pour des articles plus généraux, voir Climat de l'Île-de-France et Climat du Val-de-Marne.
En 2010, le climat de la commune est de type climat océanique dégradé des plaines du Centre et du Nord, selon une étude du CNRS s'appuyant sur une série de données couvrant la période 1971-2000. En 2020, Météo-France publie une typologie des climats de la France métropolitaine dans laquelle la commune est exposée à un climat océanique altéré et est dans la région climatique  Sud-ouest du bassin Parisien, caractérisée par une faible pluviométrie, notamment au printemps (120 à 150 mm) et un hiver froid (3,5 °C). 
Pour la période 1971-2000, la température annuelle moyenne est de 11,8 °C, avec une amplitude thermique annuelle de 15,2 °C. Le cumul annuel moyen de précipitations est de 657 mm, avec 10,3 jours de précipitations en janvier et 7,5 jours en juillet. Pour la période 1991-2020, la température moyenne annuelle observée sur la station météorologique la plus proche, située à Neuilly-sur-Marne à 3 km à vol d'oiseau, est de 12,3 °C et le cumul annuel moyen de précipitations est de 721,2 mm,. Pour l'avenir, les paramètres climatiques de la commune estimés pour 2050 selon différents scénarios d'émission de gaz à effet de serre sont consultables sur un site dédié publié par Météo-France en novembre 2022.
| Mois                                  | jan.           | fév.             | mars          | avril         | mai           | juin          | jui.          | août          | sep.          | oct.            | nov.            | déc.            | année     |
| ------------------------------------- | -------------- | ---------------- | ------------- | ------------- | ------------- | ------------- | ------------- | ------------- | ------------- | --------------- | --------------- | --------------- | --------- |
| Température minimale moyenne (°C)     | 2,1            | 1,9              | 4             | 6,2           | 9,8           | 13,1          | 15,1          | 14,7          | 11,2          | 8,5             | 5               | 2,6             | 7,8       |
| Température moyenne (°C)              | 4,9            | 5,4              | 8,5           | 11,5          | 15,1          | 18,4          | 20,7          | 20,4          | 16,6          | 12,7            | 8,1             | 5,4             | 12,3      |
| Température maximale moyenne (°C)     | 7,7            | 9                | 13,1          | 16,8          | 20,4          | 23,8          | 26,2          | 26,2          | 22            | 16,9            | 11,3            | 8,1             | 16,8      |
| Record de froid (°C) date du record   | −17 17.01.1985 | −12,5 08.02.1991 | −9,5 13.03.13 | −4,3 06.04.21 | −0,6 06.05.19 | 4 04.06.01    | 7,5 31.07.15  | 5 30.08.1986  | 1,5 30.09.18  | −4,5 30.10.1997 | −8,7 24.11.1998 | −8,9 29.12.1996 | −17 1985  |
| Record de chaleur (°C) date du record | 16,6 28.01.02  | 21,4 27.02.19    | 26,9 31.03.21 | 29,9 20.04.18 | 33,1 27.05.05 | 38,3 27.06.11 | 42,5 25.07.19 | 40,5 12.08.03 | 36,3 08.09.23 | 29,7 03.10.11   | 22,5 08.11.15   | 18 07.12.00     | 42,5 2019 |
| Précipitations (mm)                   | 57,7           | 50,6             | 51,5          | 50,2          | 72,4          | 62,4          | 64,4          | 60,4          | 52,2          | 60,5            | 62,8            | 76,1            | 721,2     |

## Urbanisme

### Typologie
Au 1er janvier 2024, Le Perreux-sur-Marne est catégorisée grand centre urbain, selon la nouvelle grille communale de densité à sept niveaux définie par l'Insee en 2022.
Elle appartient à l'unité urbaine de Paris, une agglomération inter-départementale regroupant 407  communes, dont elle est une commune de la banlieue,,. Par ailleurs la commune fait partie de l'aire d'attraction de Paris, dont elle est une commune du pôle principal,. Cette aire regroupe 1 929 communes,.

### Habitat et logement
En 2019, le nombre total de logements dans la commune était de 16 703, alors qu'il était de 15 967 en 2014 et de 15 396 en 2009.
Parmi ces logements, 89,5 % étaient des résidences principales, 1,8 % des résidences secondaires et 8,7 % des logements vacants. Ces logements étaient pour 30,9 % d'entre eux des maisons individuelles et pour 68,3 % des appartements.
La commune ne respecte pas ses obligations issues de l'article 55 de la loi SRU qui lui imposent de disposer d'au moins 25 % de logements sociaux. Ce taux n'était que de 10,87 % des résidences principales en 2018, puis de 10,94 % en 2019. De ce fait, la ville est astreinte au paiement d'une pénalité financière de 1 100 000 € en 2021. Le préfet a pris un arrêté de carence de la municipalité en la matière, estimant insuffisant ses efforts pour respecter ses obligations. De ce fait, c'est le préfet qui délivre les permis de construire des projets de plus de quatre logements et exerce le droit de préemption urbain.
Le tableau ci-dessous présente la typologie des logements au Le Perreux-sur-Marne en 2019 en comparaison avec celle du Val-de-Marne et de la France entière. Une caractéristique marquante du parc de logements est ainsi une proportion de résidences secondaires et logements occasionnels (1,8 %) supérieure à celle du département (1,8 %) et à celle de la France entière (9,7 %). Concernant le statut d'occupation de ces logements, 62,9 % des habitants de la commune sont propriétaires de leur logement (63,9 % en 2014), contre 45,1 % pour le Val-de-Marne et 57,5 pour la France entière.
| Typologie                                               | Le Perreux-sur-Marne | Val-de-Marne | France entière |
| ------------------------------------------------------- | -------------------- | ------------ | -------------- |
| Résidences principales (en %)                           | 89,5                 | 92,4         | 82,1           |
| Résidences secondaires et logements occasionnels (en %) | 1,8                  | 1,8          | 9,7            |
| Logements vacants (en %)                                | 8,7                  | 5,7          | 8,2            |

### Le Parc du Perreux
Situé au cœur du Perreux, Le Parc est un lotissement privé d'une centaine de pavillons. Ce quartier cossu est sécurisé et l'entrée des voitures est régulée.

### Voies de communication et transports

#### Voies routières
Autoroutes A4 ou A86, ou encore RN 34.
Il existe une quarantaine de rues, pour une distance d'environ 16 kilomètres, aménagées avec des signalisations « pistes cyclables » qui sont partagées avec les voitures. Pour répondre aux différentes attentes en matière de stationnement, la ville propose une offre diversifiée : parkings souterrains ou en surface, voirie, abonnements, zonage, arrêts minute...
En projet
Attendue à l’horizon 2030, la ligne de métro 15 Est desservira 12 communes de deux départements (Seine-Saint-Denis et Val-de-Marne). Elle reliera 12 gares (dont celle de Nogent-Le Perreux) entre Saint-Denis Pleyel à Champigny Centre, en 25 minutes. Chacune des gares sera en connexion avec un autre mode de transport (RER, métro ou tramway) et la fréquentation journalière y est estimée entre 340 000 et 470 000 voyageurs. Ce tronçon vise à désaturer les réseaux de transports en commun déjà existants et à desservir efficacement des territoires de proche couronne.

#### Transports en commun

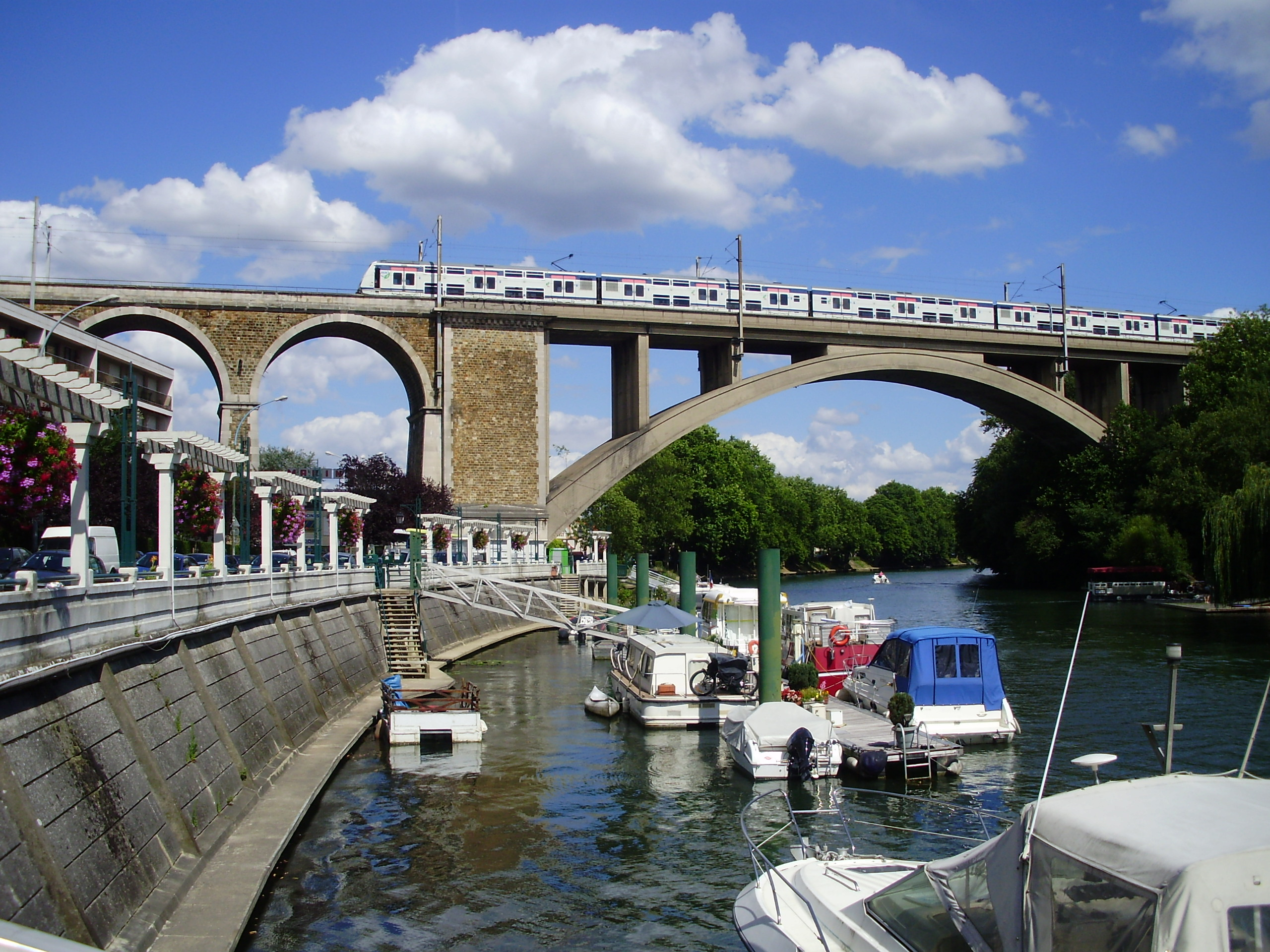
Le viaduc ferroviaire de Nogent-sur-Marne.

La desserte en transport en commun est principalement assurée à la gare de Nogent - Le Perreux desservie par ligne E du RER. Celle-ci se situe à l'est du centre-ville, en limite avec Nogent-sur-Marne. Ce pôle devrait être renforcée d'ici 2030 par l'arrivée de la ligne 15 du métro à la station du même nom.
La gare de Neuilly-Plaisance, desservie par la ligne A est située à proximité du nord-est de la ville, et notamment du quartier des Joncs-Marin.
Enfin à Val de Fontenay, gare qui se situe également à proximité des limites communales au nord-ouest, convergent le RER A et le RER E. Ce pôle devrait également être considérablement renforcé par l'arrivée de la ligne 15 du métro, et potentiellement de la ligne 1 du métro et de la ligne 1 du tramway.
En termes de bus :
- Réseau de bus RATP : 113, 114, 116, 120, 145, 210, et 317
- Noctilien : N34, N71, N141 et N142

## Toponymie

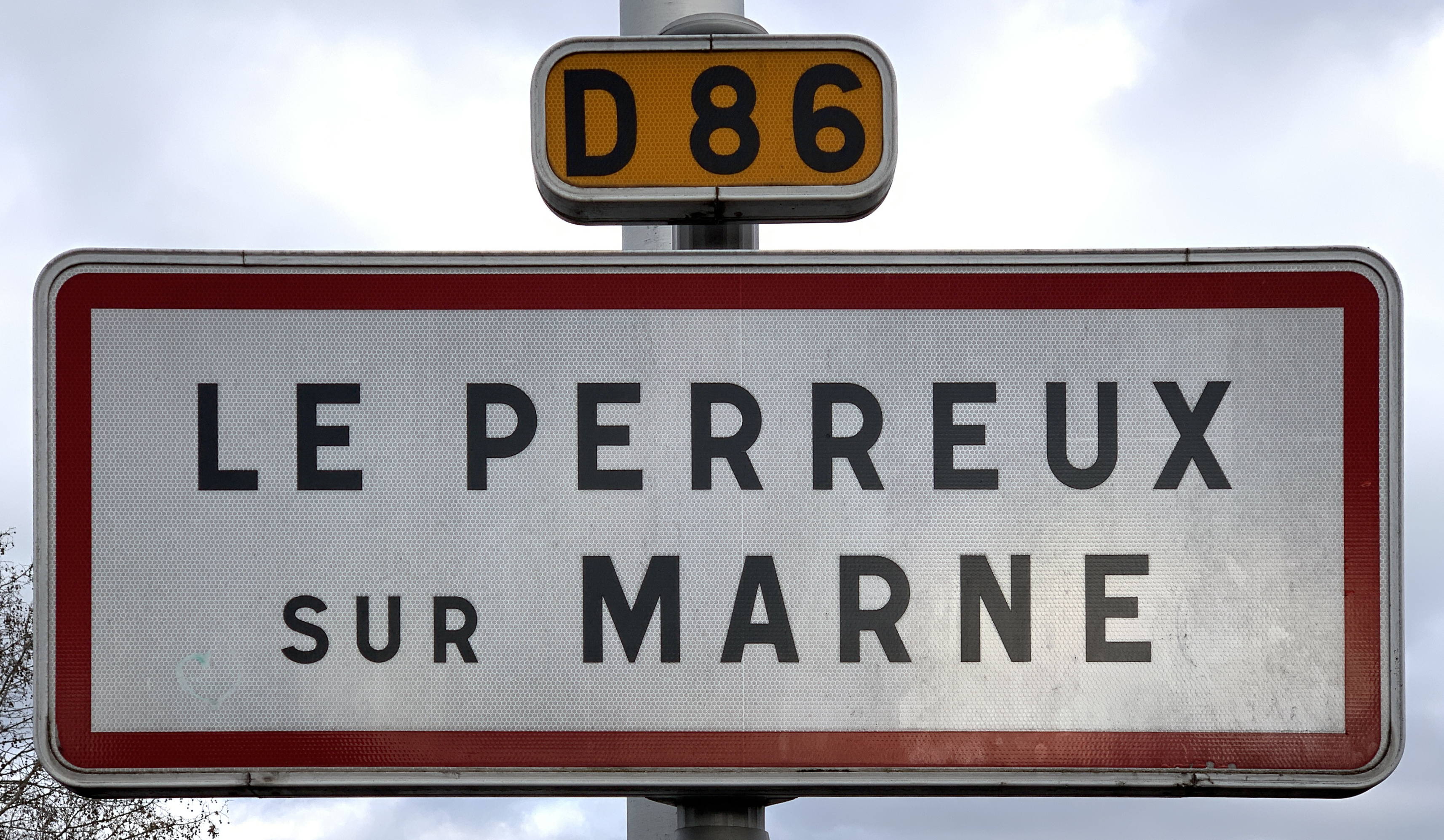
Panneau d'entrée depuis Nogent.

Du latin Petrosa, nom donné au site par les moines de l'abbaye de Saint-Maur au XIIIe siècle, pour rappeler la nature pierreuse du sol.

## Histoire
Intimement lié à l'histoire de Nogent, le Perreux est un fief dépendant de l'abbaye de Saint-Maur dont un cartulaire mentionne pour la première fois l'existence en 1284. En 1492, les moines de ladite abbaye essaieront d'en récupérer les droits de haute, moyenne et basse justice. Jeanne Baston, femme de Jean l'Épervier, saisit la justice. Les moines seront déboutés par le parlement de Paris en 1500.
Depuis le XIIIe siècle, un manoir est présent. Il est occupé par de nombreux seigneurs, bourgeois de Paris, marchands au XIVe-XVe puis par des parlementaires et notaire et secrétaire du roi (famille L'Espervier) et, enfin, par une noblesse seconde (Anthonis, Deschiens de Ressons). Le manoir est remplacé par un château entre la fin du XVIIe et le début du XVIIIe siècle. Un second château est construit par Boullée, architecte du roi, pour Robert Millin.
En 1760, Robert Millin, écuyer, secrétaire du roi, maison et couronne de France, et receveur général des domaines du duc d'Orléans, achète le domaine.
Son fils, Jérôme-Robert sera en 1794 l'une des innombrables victimes de l'accusateur Fouquier-Tinville. Il tombera sous la guillotine en place publique, alors que son propre fils, Alexandre Millin, lieutenant général, se bat pour les armées de la République.
Ce dernier et son frère se font restituer le domaine en triste état sous le Directoire, mais ne tardent pas à le revendre. Il faut dire à leur décharge que leur père avait déjà subi avant la Révolution de sérieux revers de fortune.
Le domaine est alors morcelé. Nicolas Louis François de Neufchâteau achète le château et le parc. Le reste des terres, possession des familles Pantigny et de Beaufranchet est converti en lotissements vers 1860 afin de tirer parti de l'expansion que connaît Nogent grâce à la construction de la ligne de chemin de fer Paris-Mulhouse.
Commencés dès 1854, les travaux nécessitent la construction d'un viaduc. La frontière est née, Le Perreux va prendre son essor. Vers 1886, le nombre d'habitants du quartier du Perreux est aussi important que celui du vieux bourg de Nogent.
La « guerre » entre les deux quartiers est menée par un adjoint au maire de Nogent : Henri Lhopital-Navarre. Le 28 février 1887, la rupture est consommée, Navarre devient le premier maire du Perreux.

### La crue de 1910

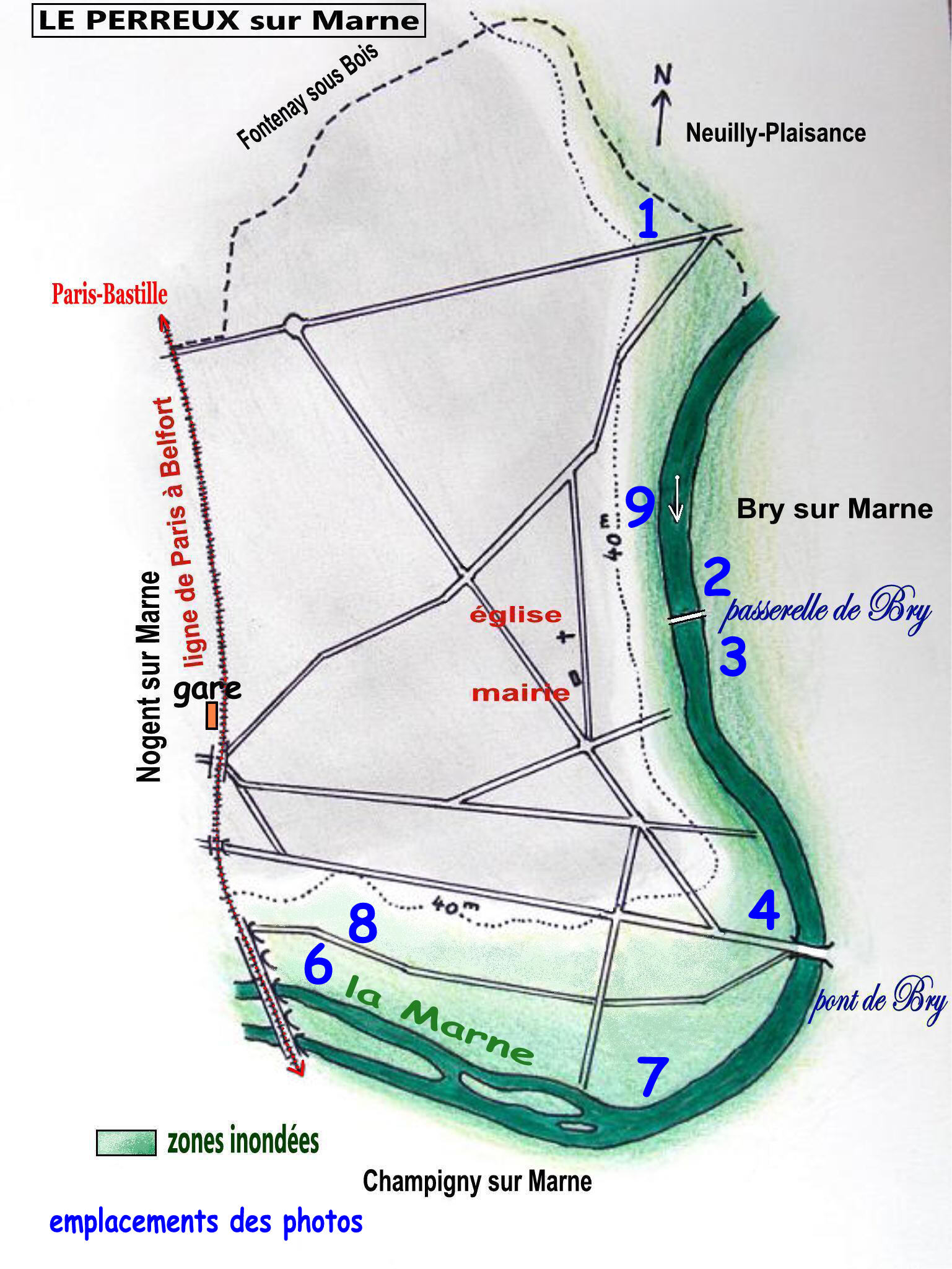
Crue de janvier 1910, Le Perreux, zones inondées (les numéros des photos sont légendés en fonction de leur lieu).

Lors des inondations de janvier 1910, la passerelle de Bry, à la hauteur de l'église, résista. Une échelle hydrométrique est gravée sur la culée de rive droite, jusqu'à la cote de 38,30 m, soit 37,30 m aujourd'hui ; c'est-à-dire 37,30 m au-dessus du zéro officiel établi à la fin du XIXe siècle, pour les cartes terrestres françaises. Le zéro étant le niveau moyen des marées au marégraphe de la Corniche de Marseille.
Finalement, le niveau de l'eau se stabilisa le 27 janvier, et le nilomètre indiquait 39,07 m (au pont de Bry, 39,26 m à la passerelle), soit plus de 5 m au-dessus du lit habituel de la Marne. Le record de 1784 (39,83 m) ne fut pas battu, mais le quart de la commune se trouvait sous les eaux.
En effet, durant plusieurs semaines, des quartiers anciens et nouvellement urbanisés restèrent les pieds dans l'eau. Avec le développement de la ligne de chemin de fer Paris-Bastille, et l'ouverture de la gare de Nogent-sur-Marne, la commune du Perreux, détachée de Nogent depuis 1887, connut un engouement certain de la part des Parisiens relativement aisés qui souhaitaient s'installer à la campagne, au moment des beaux jours. Ainsi, ils firent construire pavillons et villas, sur des terrains encore libres, mais inondables, notamment dans la partie sud, où les espaces étaient disponibles et proches de la gare.
Cette crue exceptionnelle de plusieurs semaines, en isolant encore un peu plus ces habitations, ne découragea pas les pillards, bien au contraire. La municipalité dut faire appel à des détachements de zouaves stationnés au fort de Nogent, pour maintenir un semblant de sécurité, alors que la neige tombait dans la région.
La présence dissuasive de ces militaires, équipés de leur chassepot, n'empêcha pas le vol de métaux. Il faudra pratiquement attendre la fin du mois de février, pour que la Marne retrouve son lit.
Aujourd'hui, de grands aménagements, tel le barrage-réservoir « Seine » près de Troyes, ou encore celui de « Marne » près de Saint-Dizier, doivent minimiser l'effet de ces crues centennales,.

La crue de 1910
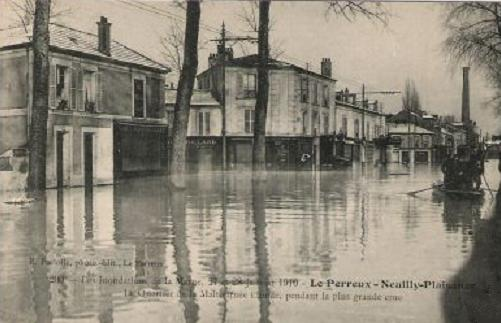
Inondation dans le quartier la Maltournée en 1910 (1).
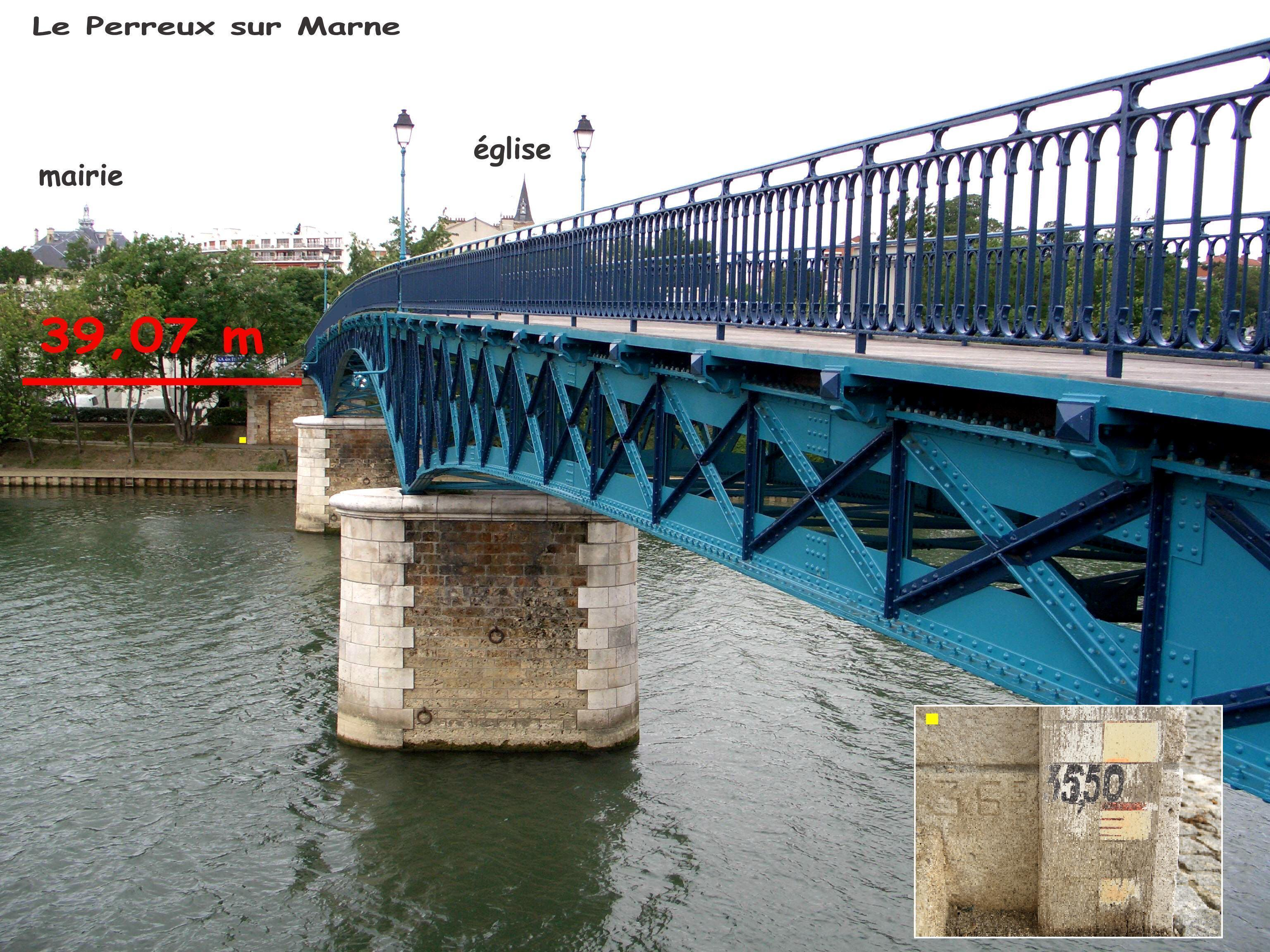
La passerelle de Bry-sur-Marne (2).
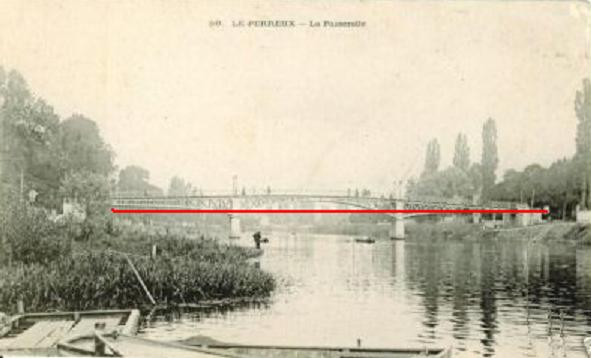
Niveau de la Marne le 27 janvier 1910 à la passerelle (3).
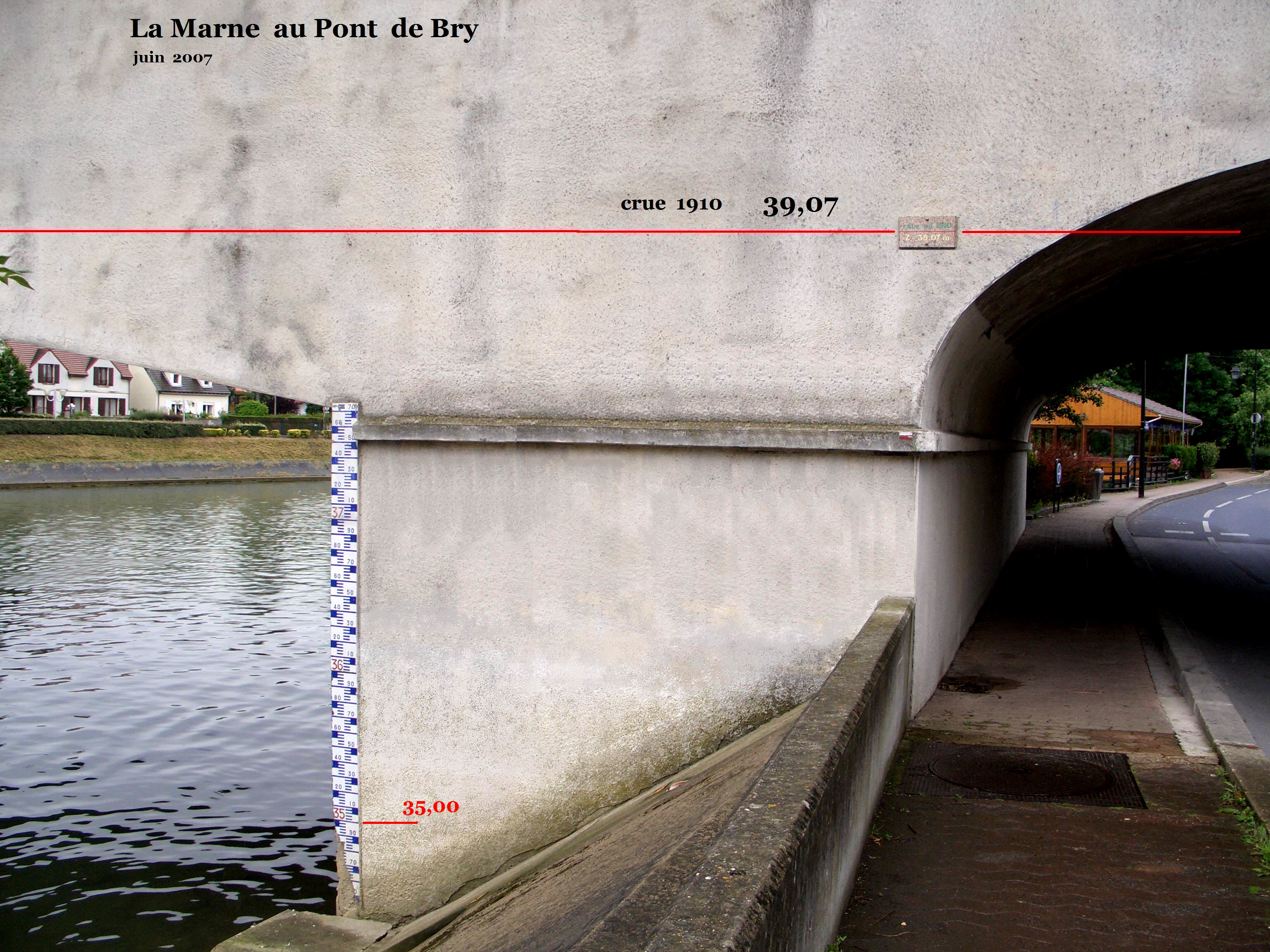
La Marne au pont de Bry en janvier 1910 (4).

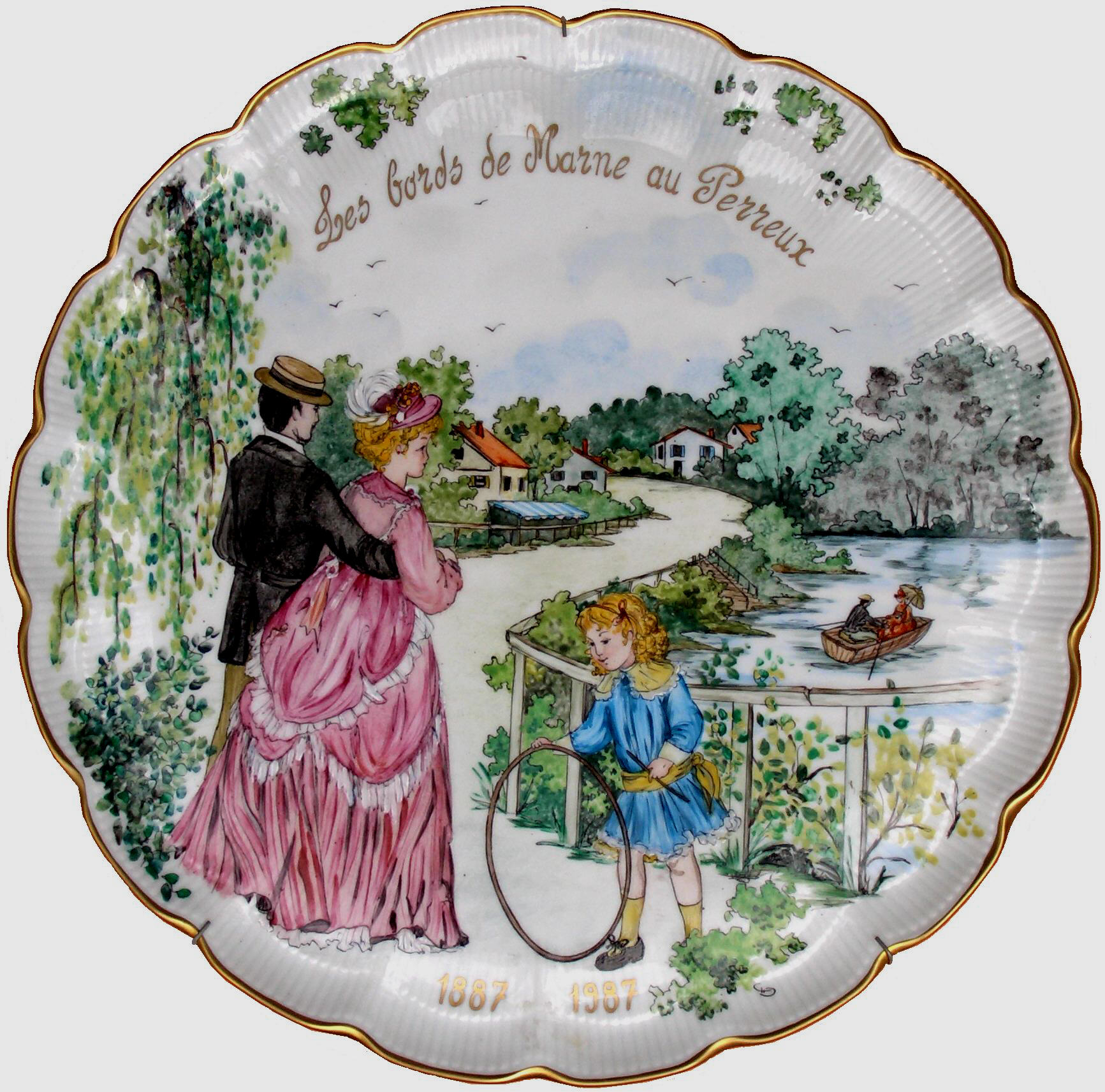
Bords de Marne au Perreux près du viaduc création du Centenaire, Christine Degrange (5).
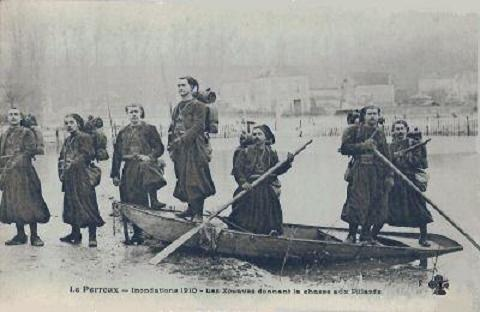
Zouaves donnant la chasse aux pillards (6).
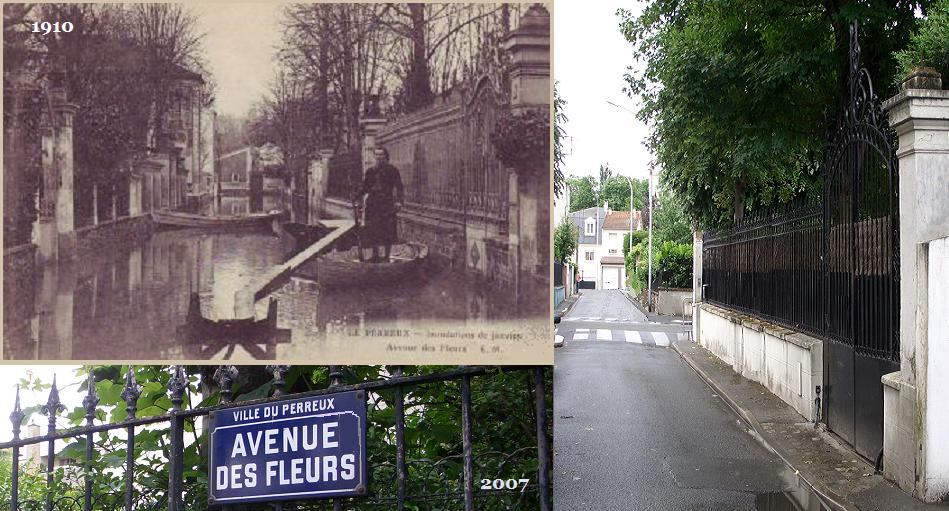
Zouave en faction, avenue des Fleurs (7).
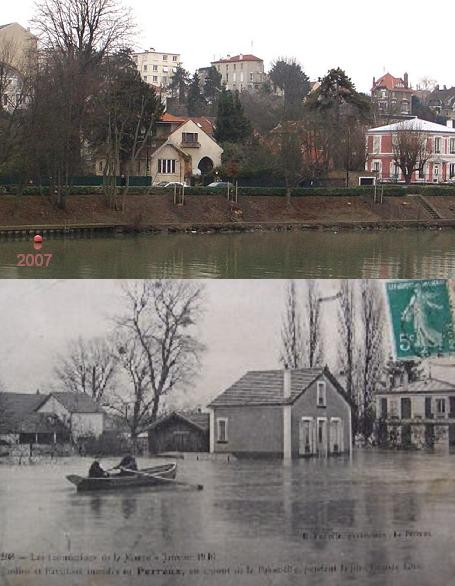
Crue 1910 en amont de la passerelle (8).

## Politique et administration

### Rattachements administratifs et électoraux
Jusqu’à la loi du 10 juillet 1964, la commune, créée en 1887 par détachement de la commune de Nogent-sur-Marne, faisait partie depuis cette date du département de la Seine. Le redécoupage des anciens départements de la Seine et de Seine-et-Oise fait que la commune appartient désormais au Val-de-Marne à la suite d'un transfert administratif effectif le 1er janvier 1968, et à son arrondissement de Nogent-sur-Marne. Pour l'élection des députés, elle fait partie de la cinquième circonscription du Val-de-Marne.
La commune faisait partie depuis sa création en 1887 du canton de Nogent-sur-Marne du département de la Seine. Lors de la constitution du Val-de-Marne, Le Perreux constitua le canton du Perreux-sur-Marne. Dans le cadre du redécoupage cantonal de 2014 en France, la commune fait désormais à nouveau partie du canton de Nogent-sur-Marne.

### Intercommunalité
Les communes de Nogent-sur-Marne et du Perreux-sur-Marne ont créé en 2000 la communauté d'agglomération de la Vallée de la Marne CAVM), qui ne comptait que ces deux villes.
Dans le cadre de la mise en œuvre de la volonté gouvernementale de favoriser le développement du centre de l'agglomération parisienne comme pôle mondial est créée, le 1er janvier 2016, la métropole du Grand Paris (MGP), à laquelle la commune a été intégrée.
La loi portant nouvelle organisation territoriale de la République du 7 août 2015 (Loi NOTRe) prévoit également la création le 1er janvier 2016 d'établissements publics territoriaux (EPT), qui regroupent l'ensemble des communes de la métropole à l'exception de Paris, et assurent des fonctions de proximité en matière de politique de la ville, d'équipements culturels, socioculturels, socio-éducatifs et sportifs, d'eau et assainissement, de gestion des déchets ménagers et d'action sociale, et exercent également les compétences que les communes avaient transférées aux intercommunalités supprimées.
La commune fait donc également partie depuis le 1er janvier 2016 de l'établissement public territorial Paris-Est-Marne et Bois, créé par un décret du 11 décembre 2015. Le nouveau territoire regroupe 13 communes dont Le Perreux (Bry-sur-Marne, Champigny-sur-Marne, Charenton-Le-Pont, Fontenay-sous-Bois, Joinville-le-Pont, Maisons-Alfort, Nogent-sur-Marne, Saint-Mandé, Saint-Maur-des-Fossés, Saint-Maurice, Villiers-sur-Marne et Vincennes).

Le Conseil de territoire est composé de 90 conseillers de territoire élus, en leur sein, par les Conseils municipaux de chaque ville membre. 15 d’entre eux sont également conseillers métropolitains.

### Tendances politiques et résultats
Lors du premier tour des élections municipales de 2014 dans le Val-de-Marne, la liste UMP-UDI menée par le maire sortant Gilles Carrez obtient la majorité absolue des suffrages exprimés, avec 8 363 voix (69,44  %, 35 conseillers municipaux élus dont 9 communautaires), devançant très largement les listes menées respectivement par : 
- Roland Peylet (PS-EELV, 1 340 voix, 11,12 %, 2 conseillers municipaux élus) ;
- Joseph Terribile (EELV, 968 voix, 8,04 %, 1 conseiller municipal élu) ;
- Claude Lédion (FN, 856 voix, 7,11 %, 1 conseiller municipal élu) ;
- Robert Schmitz (FG-PCF, 517 voix, 4,29  %, pas d'élus).

Lors de ce scrutin, 46,59 % des électeurs se sont abstenus.
Lors du premier tour des élections municipales de 2020 dans le Val-de-Marne, la liste LR-SL menée par la maire sortante — qui avait succédé en 2016 à Gilles Carrez — obtient la majorité absolue des suffrages exprimés, avec 5 217 voix (66,34 %, 33 conseillers municipaux élus dont 1 métropolitain), devançant très largement les listes menées respectivement par :  
- Arnaud Dussud (EÉLV-PS-LFI-PCF-PRG-G.s, 1 745 voix, 22,19 %, 4 conseillers municipaux élus) ;
- Marc Boniface (MoDem-LREM-MR, 901 voix, 11,45 %, 2 conseillers municipaux élus).

Lors de ce scrutin marqué par la pandémie de Covid-19 en France, 65,48 % des électeurs se sont abstenus.

### Administration municipale
Pour les échéances électorales de 2007, Le Perreux-sur-Marne fait partie des 82 communes de plus de 3 500 habitants ayant utilisé les machines à voter.
Néanmoins, devant les longs temps d'attente engendrés par ce système, le maire d'alors a décidé de revenir au vote traditionnel dès le second tour.

### Liste des maires
| Période          | Période                      | Identité            | Étiquette         | Qualité |
| ---------------- | ---------------------------- | ------------------- | ----------------- | --- |
| 1887             | 1894                         | Henri Navarre       |                   | Démissionnaire |
| 1894             | 1897                         | Jean-Charles Ollier |                   | |
| 1897             | 1918                         | Albert Lecocq       | RRP               | Avocat à la cour d'appel Chevalier de la Légion d'honneur (1911) |
| 1919             | 1925                         | Leopold Joubé       |                   | |
| 1925             | 1929                         | Léon Guyard         |                   | |
| 1929             | mars 1944                    | Jean Goy            | Rad. puis RNP     | Industriel Député de la Seine (1924 → 1940) Conseiller général de Nogent-sur-Marne (1942 → 1944) Secrétaire général de l'Union nationale des combattants |
| mars 1944        | août 1944                    | Léon Garreau        |                   | |
| août 1944        | octobre 1944                 | André Palin         |                   | Président du comité local de libérationn |
| octobre 1944     | 1947                         | Robert Belvaux,     | SFIO              | Ingénieur dessinateur, résistant Libération-Nord Conseiller général de la Seine (Sceaux-Est) (1945 → 1953) Président du comité local de libération d'octobre 1944 à mai 1945 |
| 1947             | 1953                         | Charles Martin      | RPF               | |
| 1953             | 4 mai 1967                   | Robert Belvaux,     | SFIO              | Ingénieur dessinateur Conseiller général de la Seine (Sceaux-Est) (1945 → 1953) Conseiller général de la Seine (Secteur 1) (1953 → 1959) Décédé en fonction |
| 1967             | 1971                         | Louis Brulas        | SFIO puis PS      | |
| 1971             | 1992                         | Michel Giraud       | UDR puis RPR      | Ministre du Travail (1993 → 1995) Sénateur du Val-de-Marne (1977 → 1988) Député du Val-de-Marne (1988 → 1993 et 1995 → 2002) Président de l'Association des maires de France (1983 → 1992) Président du conseil régional d'Île-de-France (1992 → 1998) Conseiller général du Perreux (1977 → 1985) Démissionnaire pour cause de cumul de mandats |
| 1992             | 2 décembre 2016              | Gilles Carrez,      | RPR puis UMP → LR | Député du Val-de-Marne (5e circ.) (1993 →) Président de la Commission des finances (2012 → 2016) Conseiller général du Perreux (1985 → 1993) Vice-président de la métropole du Grand Paris (2016, →) Démissionnaire |
| 2 décembre 2016, | En cours (au 7 juillet 2022) | Christel Royer      | LR                | Médecin anesthésiste réanimateur Conseillère régionale (2015 →) Réélue pour le mandat 2020-2026 |

### Jumelages
- Forchheim (Allemagne), voir Forchheim (de)
- 🇨🇦 Arrondissement d’Anjou (Montréal, Canada)

## Équipements et services publics

### Enseignement
Le Perreux-sur-Marne est située dans l'académie de Créteil. Les établissements scolaires sont les suivants :
- Maternelles[41] :
  - Les Thillards
  - Clemenceau
  - Paul Doumer
  - Jules Ferry
  - De Lattre
  - Germaine Sablon[42]

- Primaires[41] :
  - Clemenceau A
  - Clemenceau B
  - Pierre Brossolette
  - Jules Ferry
  - Les Joncs Marins
  - Germaine Sablon[42]

- Collèges[43] :
  - Pierre Brossolette
  - De Lattre

- Lycée[43] :
  - Paul Doumer[44]

Écoles privées
- Maternelle :
  - Les Coccinelles Montessori

- Maternelles + Primaires :
  - Notre Dame de toutes Grâces
  - Saint Joseph

### Équipements sportifs
La ville met à disposition de nombreux équipements sportifs qui accueillent les animations scolaires, les entrainements et les compétitions des associations sportives.
- Complexe Adolphe Chéron. Le complexe se compose d’un terrain de football avec tribunes, d’une aire de saut en longueur, de 3 couloirs d’athlétisme, d’un gymnase, d’un stand de tir et d’une salle polyvalente à dominante escrime.
- Espace de jeux multisports. Le territoire de la commune compte plusieurs espaces qui offrent la possibilité de pratiquer diverses activités. Le parc du Saut du Loup (4, rue d’Estienne d’Orves) est équipé d’un terrain pour pratiquer le football, le handball ou encore le basket. Accès libre de 9h à 18h en hiver et de 9h à 19h30 en été. L’espace basket (269, avenue du Général de Gaulle) comporte un panneau de basket et 1 but de handball. Enfin, avec son terrain de pétanque et son terrain multisports (basket et football), le Mail des Droits de l’Homme (28, rue Jules Ferry) permet de pratiquer diverses activités.
- Gymnase des Ormes
- Gymnase la Gaîté. Salle omnisports de 800 m2 et un mur d'escalade de 140 m2.
- Piscine municipale Robert Belvaux. Ouverte toute l’année (sauf pendant la vidange estivale), la piscine possède un grand bassin (25 x 12,5 m) et un plus petit ainsi qu’un sauna. Le port du bonnet est obligatoire.
- Salle d'activités physiques et sportives (APS). Le complexe se compose d’une salle de gymnastique au sol et avec agrès de 600 m2 et d’une salle de gymnastique d’entretien de 140 m2.
- Salle de sport du centre-ville. Salle polyvalente de 250 m2.
- Salle de tennis de table. Cette salle de 400 m2 est destinée à la pratique du tennis de table et compte 8 tables en mode entraînement et 6 tables en configuration compétition.
- Salle omnisports du CdbM. Le Centre sportif des bords de Marne comprend une salle omnisports et une tribune de 464 places, deux dojos et un centre médico-sportif (sur rendez-vous).
- Stade Léo Lagrange. Ce stade comporte 9 courts de tennis dont 6 recouvrables par bulles, un mur d’entraînement pour le tennis, un terrain de football et un « club house ».
- Le Perreux possède un club de football jouant actuellement en District, au passé prestigieux : AS Le Perreux - Francilienne 94.
- Le Perreux possède deux clubs de tennis : ALP créé en 1876, et le TCP. Henri Leconte y a tapé ses premières balles.
- Le Perreux possède un club d'aviron, la SNP, la société nautique du Perreux.
- Le Perreux possède un club de basket : ALPB jouant actuellement en District.

## Population et société

### Démographie
L'évolution du nombre d'habitants est connue à travers les recensements de la population effectués dans la commune depuis 1891. Pour les communes de plus de 10 000 habitants les recensements ont lieu chaque année à la suite d'une enquête par sondage auprès d'un échantillon d'adresses représentant 8 % de leurs logements, contrairement aux autres communes qui ont un recensement réel tous les cinq ans,.

En 2022, la commune comptait 34 654 habitants, en évolution de +2,74 % par rapport à 2016 (Val-de-Marne : +3 %, France hors Mayotte : +2,11 %).
| 1891  | 1896  | 1901   | 1906   | 1911   | 1921   | 1926   | 1931   | 1936   |
| ----- | ----- | ------ | ------ | ------ | ------ | ------ | ------ | ------ |
| 6 699 | 8 390 | 11 149 | 13 255 | 15 971 | 17 915 | 20 429 | 23 808 | 23 553 |

| 1946   | 1954   | 1962   | 1968   | 1975   | 1982   | 1990   | 1999   | 2006   |
| ------ | ------ | ------ | ------ | ------ | ------ | ------ | ------ | ------ |
| 23 086 | 26 745 | 27 900 | 29 099 | 28 333 | 27 647 | 28 477 | 30 080 | 32 067 |

| 2011   | 2016   | 2021   | 2022   | - | - | - | - | - |
| ------ | ------ | ------ | ------ | - | - | - | - | - |
| 33 214 | 33 729 | 34 213 | 34 654 | - | - | - | - | - |

### Cultes
- Église Sainte-Marguerite-Marie
- Église Notre-Dame de Toutes Grâces
- Église Saint Jean-Baptiste
- Église évangélique luthérienne Saint-Étienne
- Synagogue Hékhal David

## Économie
La Ville du Perreux-sur-Marne compte près de 350 commerçants, répartis sur 4 pôles d'attractivité économique (Le Centre-ville, Le pont de Mulhouse, le pont de Bry & les Joncs Marins).
Ces zones sont elles-mêmes portées par 4 associations de commerçants qui assurent des animations toute l'année en collaboration avec la Mairie.
Avec son marché du centre-ville les mercredi, vendredi et dimanche, la Ville bénéficie d'un dynamisme économique tout au long de l'année

## Culture locale et patrimoine

### Lieux et monuments

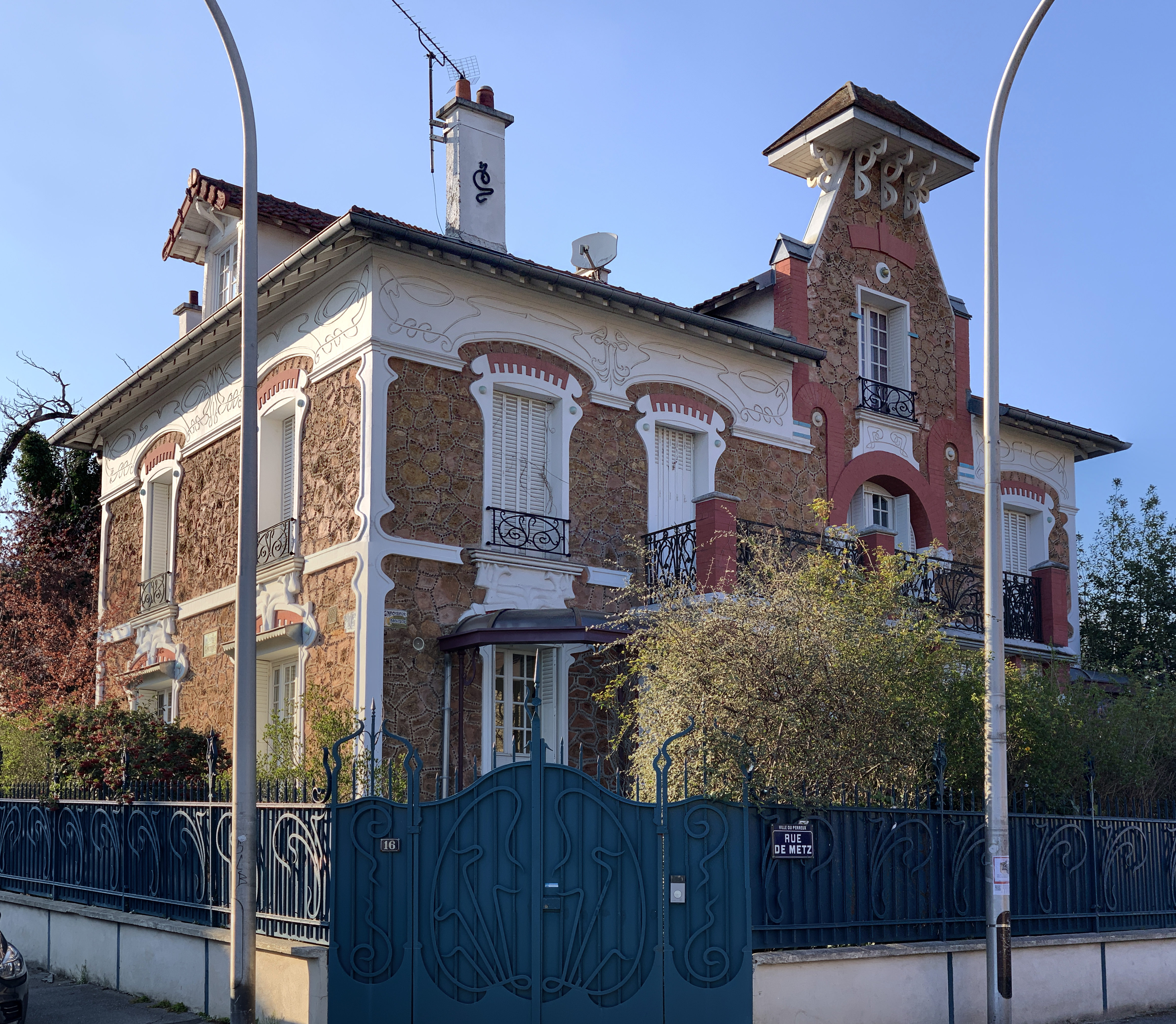
Maison Art nouveau
Le Perreux-sur-Marne.

- Pierre Perreuxienne : menhir déplacé près du pont de Bry-sur-Marne.
- Château (vestiges), XVIe – XVIIIe siècles
- Église Saint-Jean-Baptiste de style roman, architecte Allary 1889, maître-autel surmonté d'une fresque, Les anges adorant le Seigneur, réalisée en 1924 par le peintre Deteix. Les fonts baptismaux du XIIe siècle proviennent de l'ancienne église de Noisy-le-Grand
- Stade de la Société d’Éducation physique alsacienne et lorraine de Paris édifié en plusieurs tranches de 1926 à 1961[47]
- Plusieurs maisons Art nouveau, architecte : Nachbaur, XXe siècle
- Maison, Art moderne, architecte : Tissoire, 1926-1939
- Immeuble avec bow-windows, architecte : Léon Houdin, 1913
- Immeuble avec bow-windows, architecte : Georges Malo, 1903

### Patrimoine culturel
C'est dans cette ville que Henri Boursault a inventé le fromage Délice de Saint-Cyr, aussi appelé Boursault.
Une bibliothèque existait dans les locaux de la mairie depuis 1887. Une médiathèque a été créée en 1982, rénovée une première fois en 2004 puis, à nouveau, en 2017. La Médiathèque actuelle propose des livres, de la presse mais aussi des DVD, des CD, des livres-audio, des vinyles de rock, des jeux vidéo, des jeux de société, des ressources numériques (plateforme départementale EURÊKA, Cafeyn, et Ma Petite Médiathèque en collaboration avec ARTE)  ainsi qu'un programme d'animations pour tous les âges. Un jardin, une salle de travail de 40 places et un espace destiné aux tout-petits ont été créés à l'occasion de la reconfiguration de 2017. À la suite de la mise en place des bornes de libre-service de prêt et de retours en octobre 2019, les différents espaces ont été entièrement réaménagés. Le 27 octobre 2020, la Médiathèque a obtenu le Grand Prix Livres Hebdo 2020
Le Centre des bords de Marne, équipement à vocation artistique et culturelle a été construit en 1980. Depuis 1991, le projet artistique développé par l'équipe du CdbM (25 permanents) est conçu autour du spectacle vivant, du cinéma et de la photographie, avec une attention particulière pour la création contemporaine. Entre 2010 et 2012, les façades du CDBM ont été rénovées afin de les rendre plus esthétiques et pour réduire la consommation d'énergie.

Le Conservatoire est installé dans des locaux du centre-ville modernes et adaptés aux différentes activités. Il accueille plus de 600 élèves, musiciens et danseurs. L’année est ponctuée par plus d’une trentaine de manifestations (concerts, auditions, spectacles de danse, concerts commentés) qui, pour la plupart, ont lieu à L’Auditorium. L’enseignement de nombreuses disciplines y est proposé : danse classique et contemporaine (à partir de 4 ans), jardin musical (à partir de 4 ans), instruments à cordes et à vent, piano, clavecin, chant, accordéon, batterie, formation musicale. De nombreux ensembles accueillent les élèves pour participer à des pratiques collectives (orchestre, ensembles à cordes, ensembles à vent, musique de chambre, jazz, atelier d’art lyrique et chorale adulte).

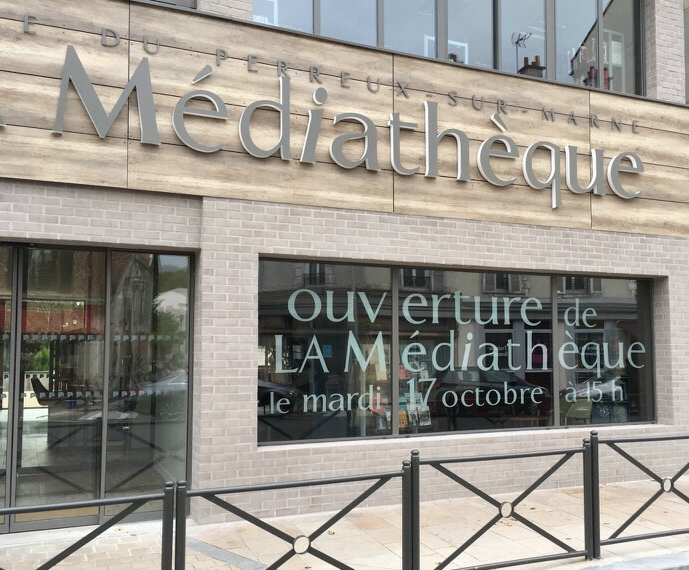
Façade de la Médiathèque

### Personnalités liées à la commune
- Achille Delmaet (1860-1914), photographe français mort au Perreux.
- Henry Hamel (1861-1906), dessinateur et journaliste, mort dans cette ville.
- Valéry Müller (1873-1917), peintre et journaliste, résidant et mort dans cette ville.
- Ernst Friedrich (1894-1967), militant pacifiste anarchiste allemand mort au Perreux.
- René Magritte (1898-1967), peintre surréaliste, a vécu au Perreux d'août 1927 à juillet 1930.Hall d'accueil et Espace Tout-petits de la Médiathèque

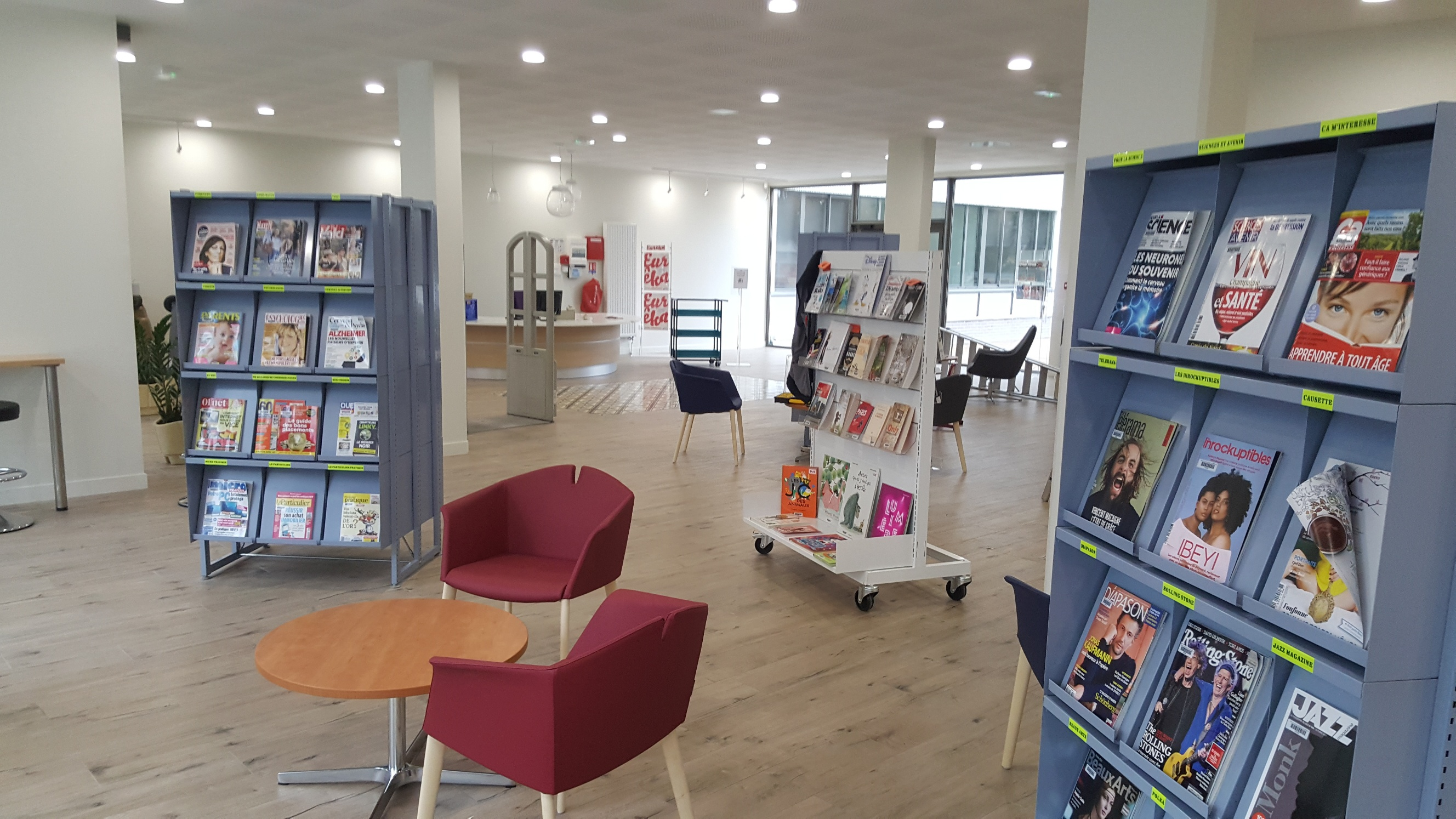

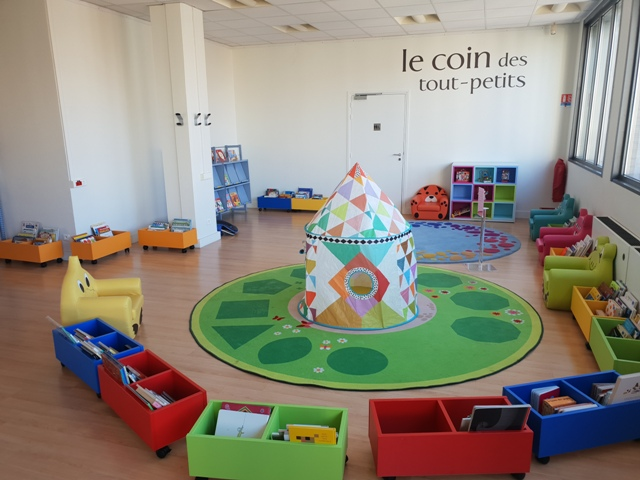
Hall d'accueil et Espace Tout-petits de la Médiathèque

- Germaine Sablon (1899-1985), actrice, chanteuse, et résistante française, née au Perreux, sœur de Jean Sablon. Le neuvième groupe scolaire de la ville, boulevard Alsace-Lorraine, porte son nom[51]..
- André Hornez (1905-1989), scénariste et parolier français mort au Perreux.
- Jean Piat (1924-2018), acteur, sociétaire honoraire de la Comédie Française, écrivain, passa une partie de son enfance au Perreux.
- Jean-Claude Forest (1930-1998), auteur de bandes dessinées né au Perreux.
- Jean Péraud (1925-1954), militaire, puis photographe de guerre né au Perreux.
- Patrice Duhamel (1945-), journaliste, a grandi au Perreux.
- Gilles Carrez (1948-), maire du Perreux d'avril 1992 à décembre 2016.
- Jean-Paul Alègre (1951-), auteur dramatique et président de la commission théâtre de la SACD, né au Perreux.
- Emmanuel Berland (1957-), poète, a grandi au Perreux.
- Philippe Lioret (1957-), réalisateur et scénariste, vit au Perreux.
- Pascal Amoyel (1971-), pianiste, compositeur et directeur artistique du Festival Notes d'Automne au Perreux-sur-Marne
- La famille Fratellini, famille d'artistes de cirque.

### Bibliographie

Logotype de la ville du Perreux-sur-Marne.

### Héraldique, logotype et devise
| Blason de Le Perreux-sur-Marne | Blason  | Écartelé : au 1er, de gueules, au cor lié d'argent au chef cousu d'azur chargé de deux fleurs de lis d'or ; au 2e, de sable à trois étoiles d'or en fasce, surmontées d'une couronne de baron au naturel ; au 3e, d'azur, au viaduc à trois arches, le tout d'argent ; au 4e, de gueules, avec une chaîne de quatre anneaux, dont deux rompus au milieu Ornements extérieursL'écu est encadré de deux branches de chêne liées d'argent en pointe Devise / CriRésistance vault plus que force |
| Blason de Le Perreux-sur-Marne | Détails | Le statut officiel du blason reste à déterminer. |

## Pour approfondir